# Bonamana
Bonamana (kor. 미인아 (Bonamana) Miina (Bonamana)) – czwarty album studyjny południowokoreańskiej grupy Super Junior, wydany 13 maja 2010 roku przez SM Entertainment. Był promowany przez singel „Bonamana” (kor. 미인아 (Bonamana)). Sprzedał się w liczbie ponad 217 898 egzemplarzy (stan na marzec 2013). Ukazał się w dwóch edycjach.
Bonamana został nagrany w dziesięcioosobowym składzie, bez udziału Kangina, Kibuma i Han Genga.
21 lipca 2010 roku album został wydany w Japonii, w dwóch wersjach CD oraz CD+DVD. Osiągnął 15 pozycję w rankingu Oricon i pozostawał na liście przez 25 tygodni.

## Lista utworów
| CD  | CD                                                                               | CD              | CD                                                                                                 | CD      |
| Nr  | Tytuł utworu                                                                     | Tekst           | Muzyka                                                                                             | Długość |
| --- | -------------------------------------------------------------------------------- | --------------- | -------------------------------------------------------------------------------------------------- | ------- |
| 1.  | „Miina (Bonamana)” (kor. 미인아 (Bonamana))                                      | Yoo Young-jin   | Yoo Young-jin                                                                                      | 3:58    |
| 2.  | „Nappeun Yeoja (Boom Boom)” (kor. 나쁜 여자 (Boom Boom))                         | Kenzie          | Hayden Bell, Wayne Beckford, Ray Lavender                                                          | 3:15    |
| 3.  | „Eunggyeol (Coagulation)” (kor. 응결 (Coagulation)) (wyk. Super Junior-K.R.Y)    | Park Chang-hyun | Park Chang-hyun                                                                                    | 4:20    |
| 4.  | „Naran Saram (Your Eyes)” (kor. 나란 사람 (Your Eyes)) (wyk. Yesung i Kyuhyun)   | Kim Jung-bae    | Kenzie                                                                                             | 3:41    |
| 5.  | „My Only Girl”                                                                   | Hong Ji-yoo     | Brandon Fraley, Joshua Welton                                                                      | 3:09    |
| 6.  | „Sarangi Ireotke (My All Is In You)” (kor. 사랑이 이렇게 (My All Is In You))     | Kwon Yun-jung   | Squeak Jackson, Stephen Beckham                                                                    | 3:36    |
| 7.  | „Shake It Up!”                                                                   | Kim Young-hoo   | Ryan Jhun, Antwann Frost, Ronald Frost, Micheal Muncie, Denzil "iDR" Remedios, Kibwe "12Keyz" Luke | 3:02    |
| 8.  | „Jamdeulgo Sipeo (In My Dream)” (kor. 잠들고 싶어 (In My Dream))                 | Kwon Yun-jung   | Kim Ji-hu                                                                                          | 5:02    |
| 9.  | „Bomnal (One Fine Spring Day)” (kor. 봄날 (One Fine Spring Day)) (Ryeowook solo) | Kwon Yun-jung   | Magnus Andersson                                                                                   | 3:56    |
| 10. | „Joheun Saram (Good Person)” (kor. 좋은 사람 (Good Person))                      | Yoo Hui-yeol    | Yoo Hui-yeol                                                                                       | 4:04    |
| 11. | „Here We Go”                                                                     | Kim Ea-na       | Carl Utbult, Tebey Ottoh, Fredrik Hult                                                             | 3:50    |

## Bonamana (Repackage)
28 czerwca 2010 roku album został wydany ponownie i zawierał dodatkowo cztery nowe utwory, w tym główny singel „No Other” (kor. 너 같은 사람 또 없어 (No Other)). Sprzedał się w liczbie ponad 109 541 egzemplarzy (stan na grudzień 2011).
13 października 2010 roku album został wydany w Japonii.

### Lista utworów
| CD  | CD                                                                               | CD              | CD | CD      |
| Nr  | Tytuł utworu                                                                     | Tekst           | Muzyka | Długość |
| --- | -------------------------------------------------------------------------------- | --------------- | --- | ------- |
| 1.  | „Miina (Bonamana)” (kor. 미인아 (Bonamana))                                      | Yoo Young-jin   | Yoo Young-jin | 3:58    |
| 2.  | „Neo Gateun Saram Tto Eopseo (No Other)” (kor. 너 같은 사람 또 없어 (No Other))  | Kenzie          | Denzil "iDR" Remedios, Kibwe "12Keyz" Luke, Ryan Jhun, Reefa                                                       | 4:16    |
| 3.  | „Shake It Up!” (Remix Ver.)                                                      | Kim Young-hoo   | Ryan Jhun, Antwann Frost, Ronald Frost, Micheal Muncie, Denzil "iDR" Remedios, Kibwe "12Keyz" Luke, Chance, Ichiro | 3:04    |
| 4.  | „Jinsim (All My Heart)” (kor. 진심 (All My Heart))                               | Hong Ji-hoo     | Henry, Leeteuk | 3:41    |
| 5.  | „Yeohaeng (A Short Journey)” (kor. 여행 (A Short Journey))                       | Eunhyuk         | Donghae | 3:44    |
| 6.  | „Nappeun Yeoja (Boom Boom)” (kor. 나쁜 여자 (Boom Boom))                         | Kenzie          | Hayden Bell, Wayne Beckford, Ray Lavender                                                                          | 3:15    |
| 7.  | „Eunggyeol (Coagulation)” (kor. 응결 (Coagulation)) (wyk. Super Junior-K.R.Y)    | Park Chang-hyun | Park Chang-hyun | 4:20    |
| 8.  | „Naran Saram (Your Eyes)” (kor. 나란 사람 (Your Eyes)) (wyk. Yesung i Kyuhyun)   | Kim Jung-bae    | Kenzie | 3:41    |
| 9.  | „My Only Girl”                                                                   | Hong Ji-yoo     | Brandon Fraley, Joshua Welton                                                                                      | 3:09    |
| 10. | „Sarangi Ireotke (My All Is In You)” (kor. 사랑이 이렇게 (My All Is In You))     | Kwon Yun-jung   | Squeak Jackson, Stephen Beckham                                                                                    | 3:36    |
| 11. | „Shake It Up!”                                                                   | Kim Young-hoo   | Ryan Jhun, Antwann Frost, Ronald Frost, Micheal Muncie, Denzil "iDR" Remedios, Kibwe "12Keyz" Luke                 | 3:02    |
| 12. | „Jamdeulgo Sipeo (In My Dream)” (kor. 잠들고 싶어 (In My Dream))                 | Kwon Yun-jung   | Kim Ji-hu | 5:02    |
| 13. | „Bomnal (One Fine Spring Day)” (kor. 봄날 (One Fine Spring Day)) (Ryeowook solo) | Kwon Yun-jung   | Magnus Andersson                                                                                                   | 3:56    |
| 14. | „Joheun Saram (Good Person)” (kor. 좋은 사람 (Good Person))                      | Yoo Hui-yeol    | Yoo Hui-yeol | 4:04    |
| 15. | „Here We Go”                                                                     | Kim Ea-na       | Carl Utbult, Tebey Ottoh, Fredrik Hult                                                                             | 3:50    |

## Notowania

### Bonamana
| Lista                     | Pozycja |
| ------------------------- | ------- |
| Gaon Weekly Album Chart   | 1       |
| Gaon Monthly Album Chart  | 1       |
| Gaon Yearly Album Chart   | 1       |
| Five Music (Tajwan)       | 1       |
| Oricon Weekly Album Chart | 15      |

### Bonamana (Repackage)
| Lista                    | Pozycja |
| ------------------------ | ------- |
| Gaon Weekly Album Chart  | 1       |
| Gaon Monthly Album Chart | 1       |
| Gaon Yearly Album Chart  | 9       |
| Five Music (Tajwan)      | 1       |